# Keilwelle

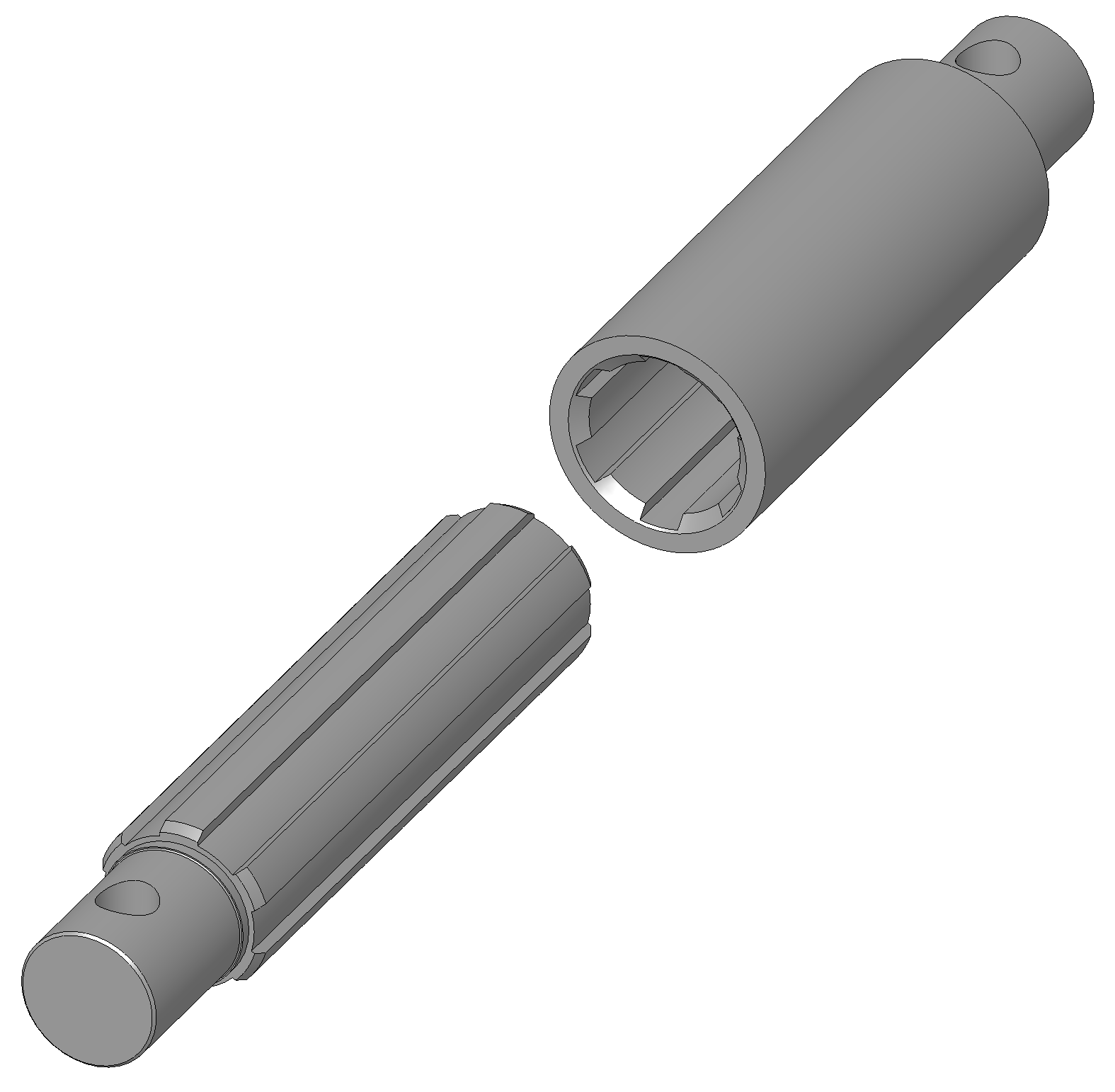
Keilwelle und -nabe

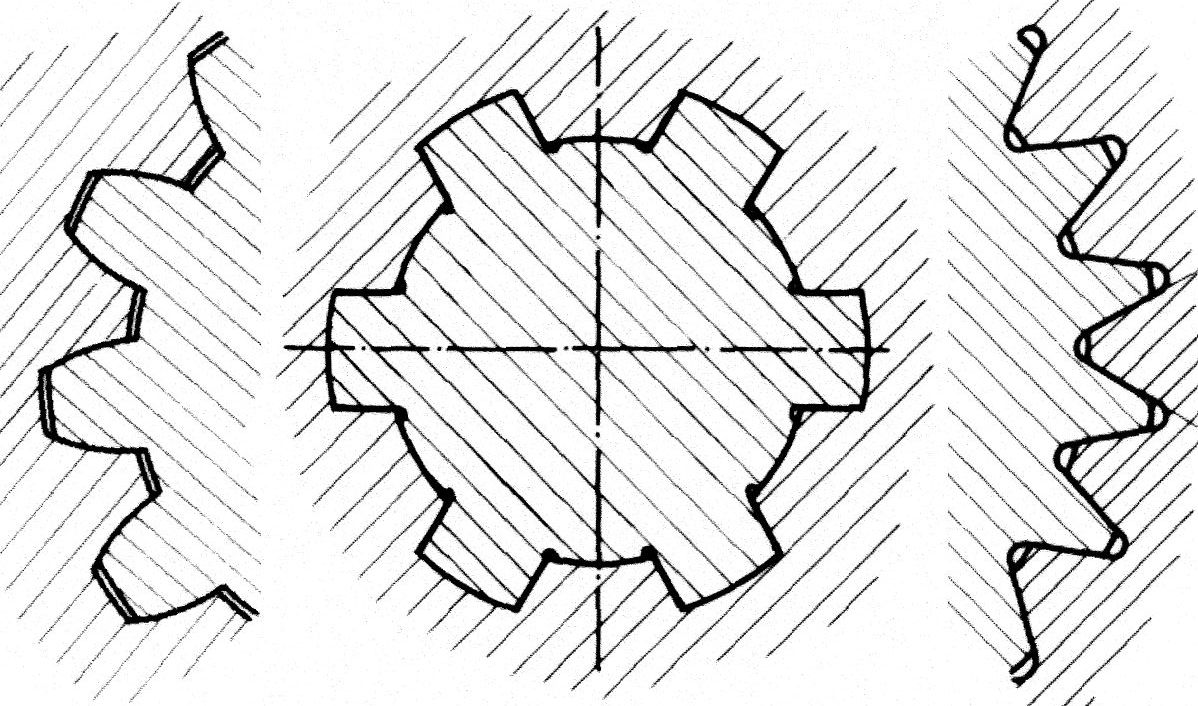
Links: Evolventenzahnprofil;
mittig: Keilprofil (rechteckiger Querschnitt);
rechts: Kerbzahnprofil

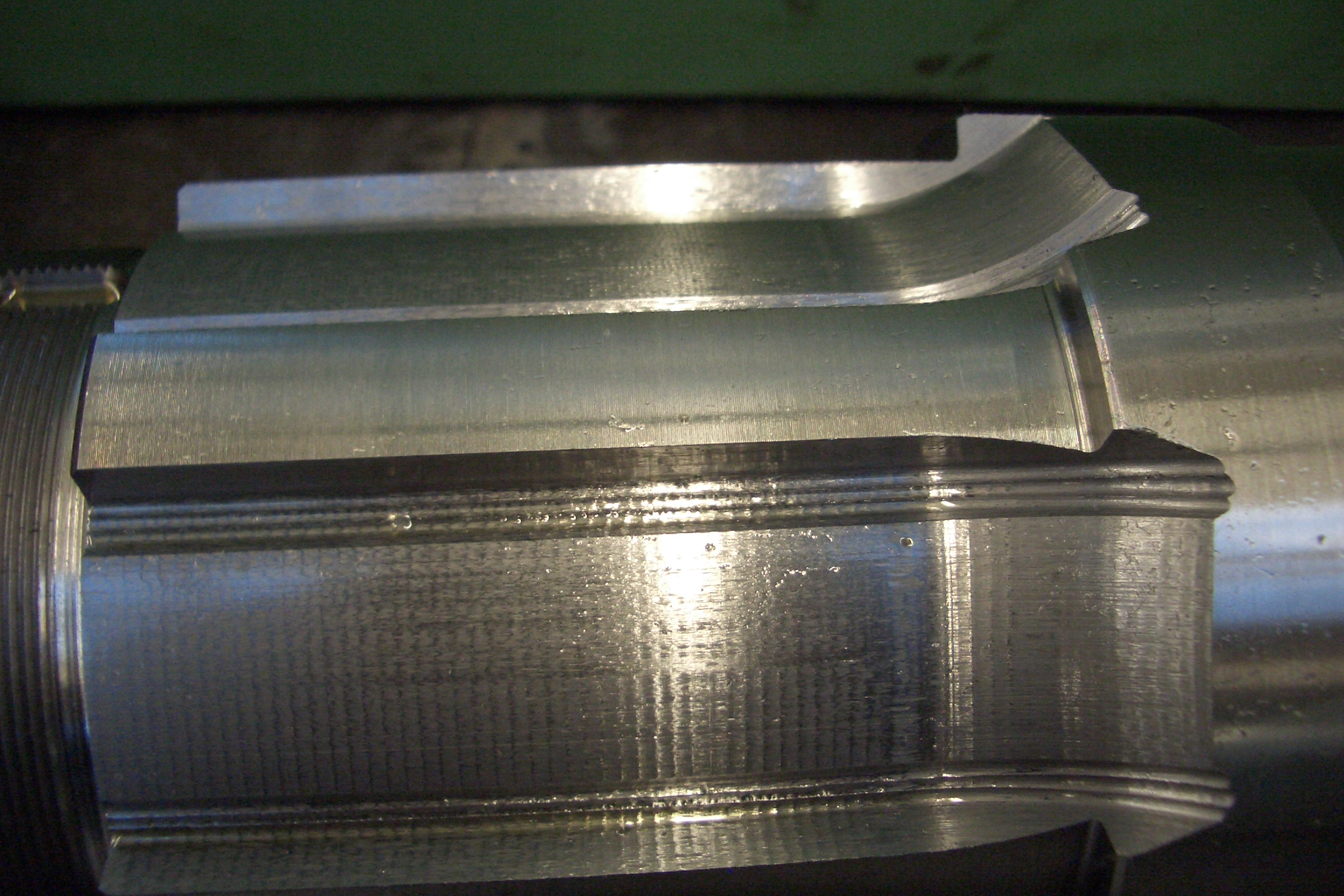
Detail eines Keilprofils mit 6 Keilen nach DIN 5472, gut zu sehen der Fräserauslauf

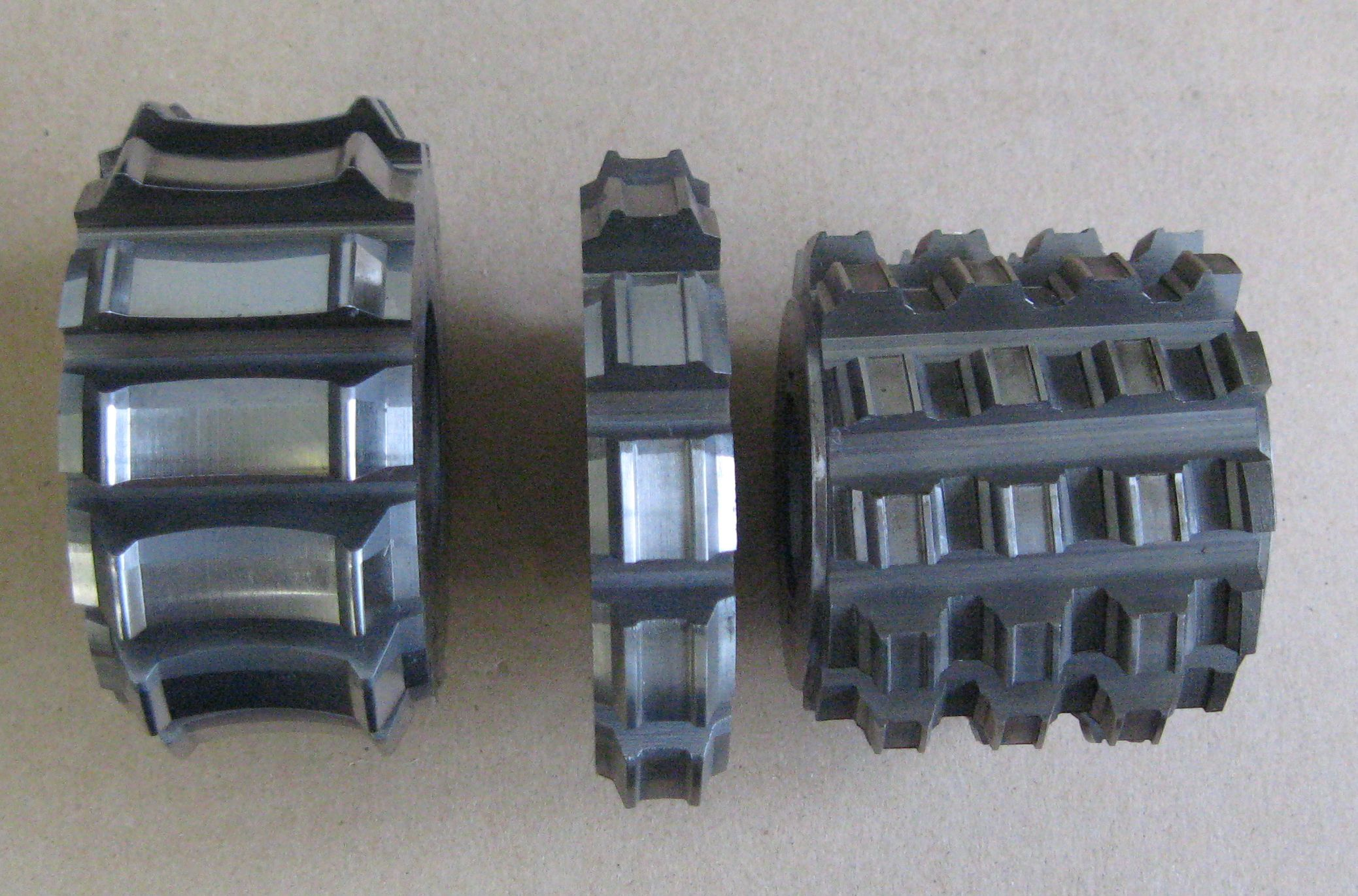
2 Keilwellenformfräser und 1 Keilwellen-Wälzfräser

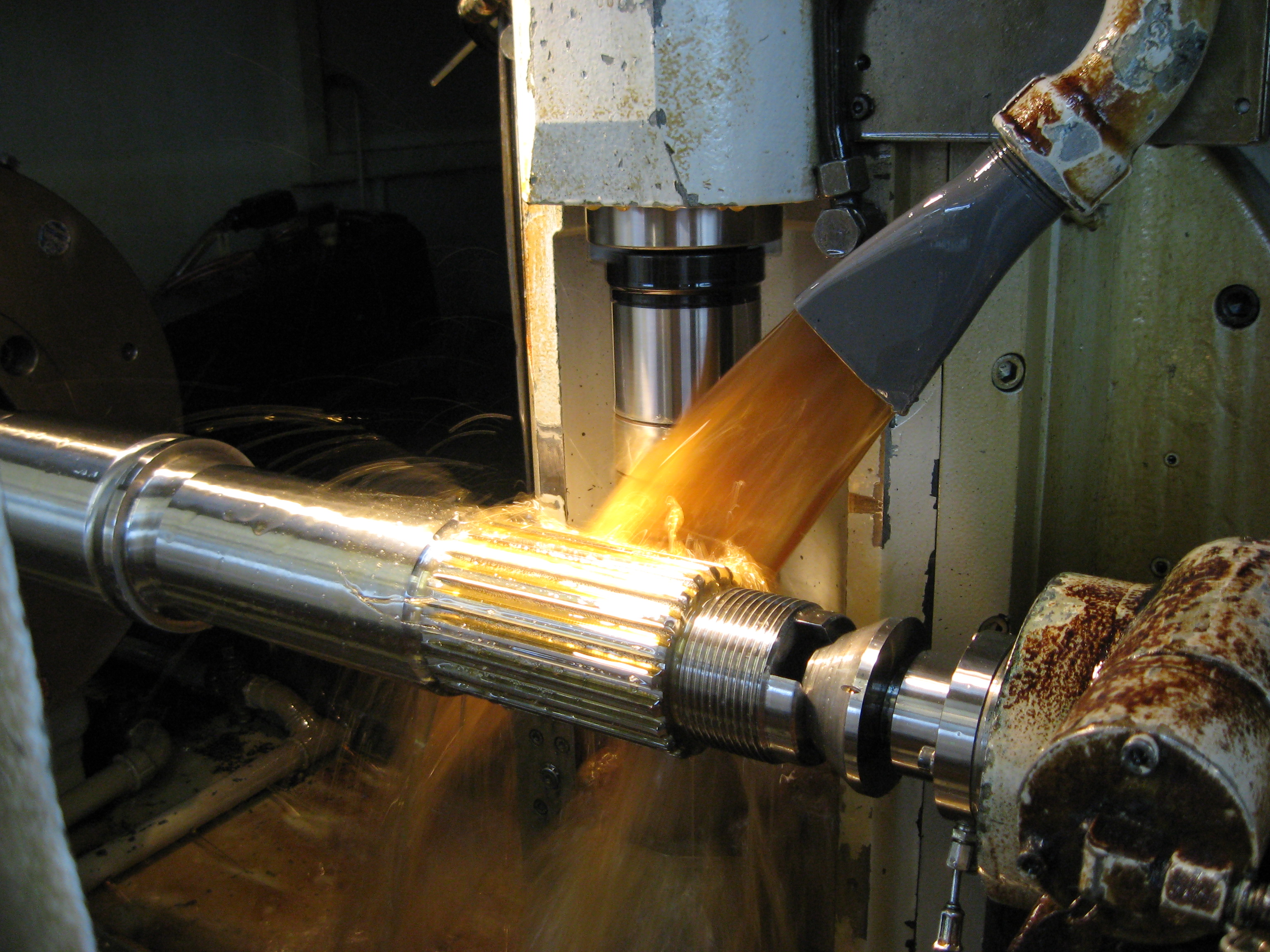
Fräsen eines Keilwellenprofils

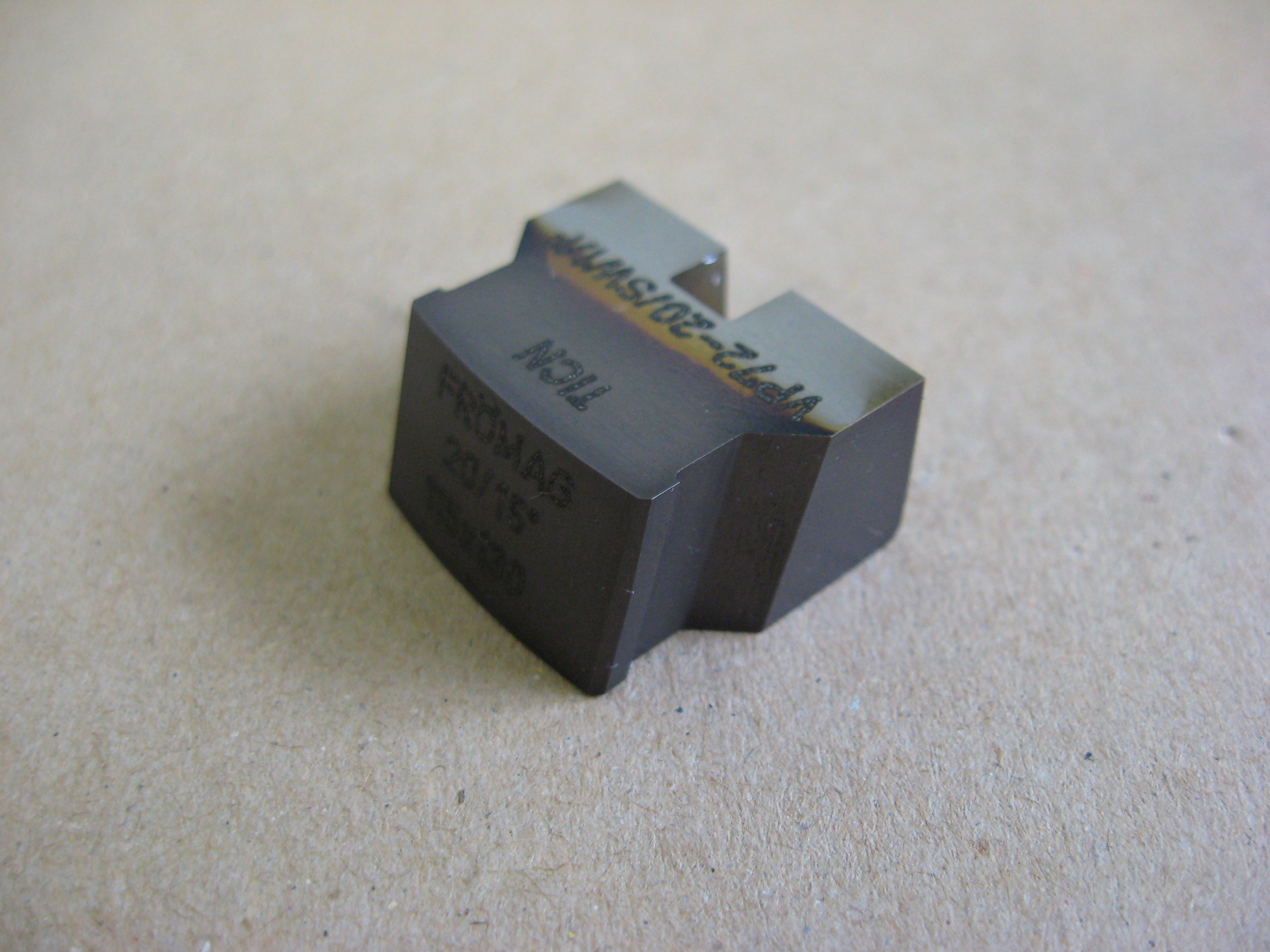
Ziehmesser für ein Keilnabenprofil

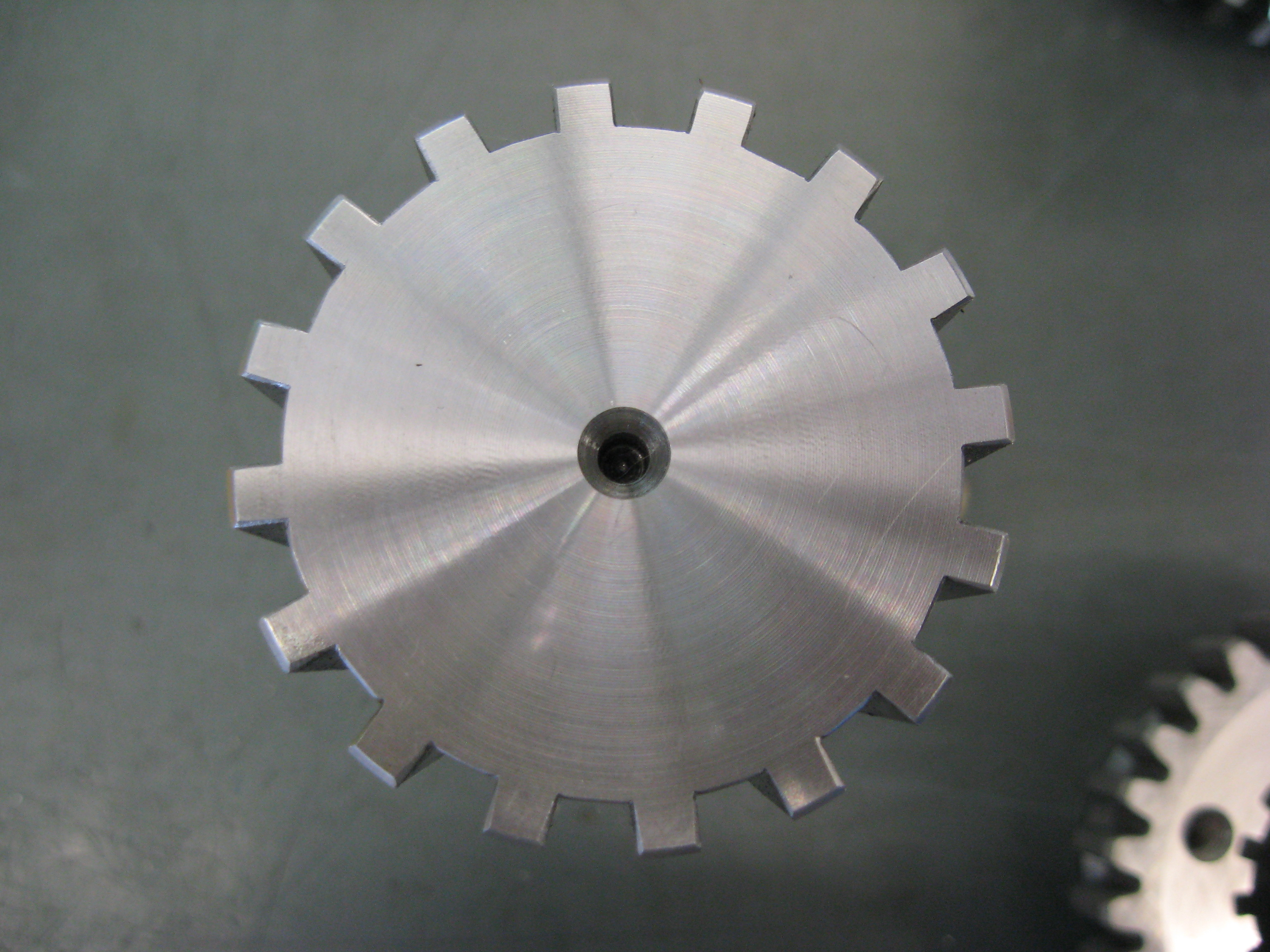
Keilwelle mit 16 Keilen

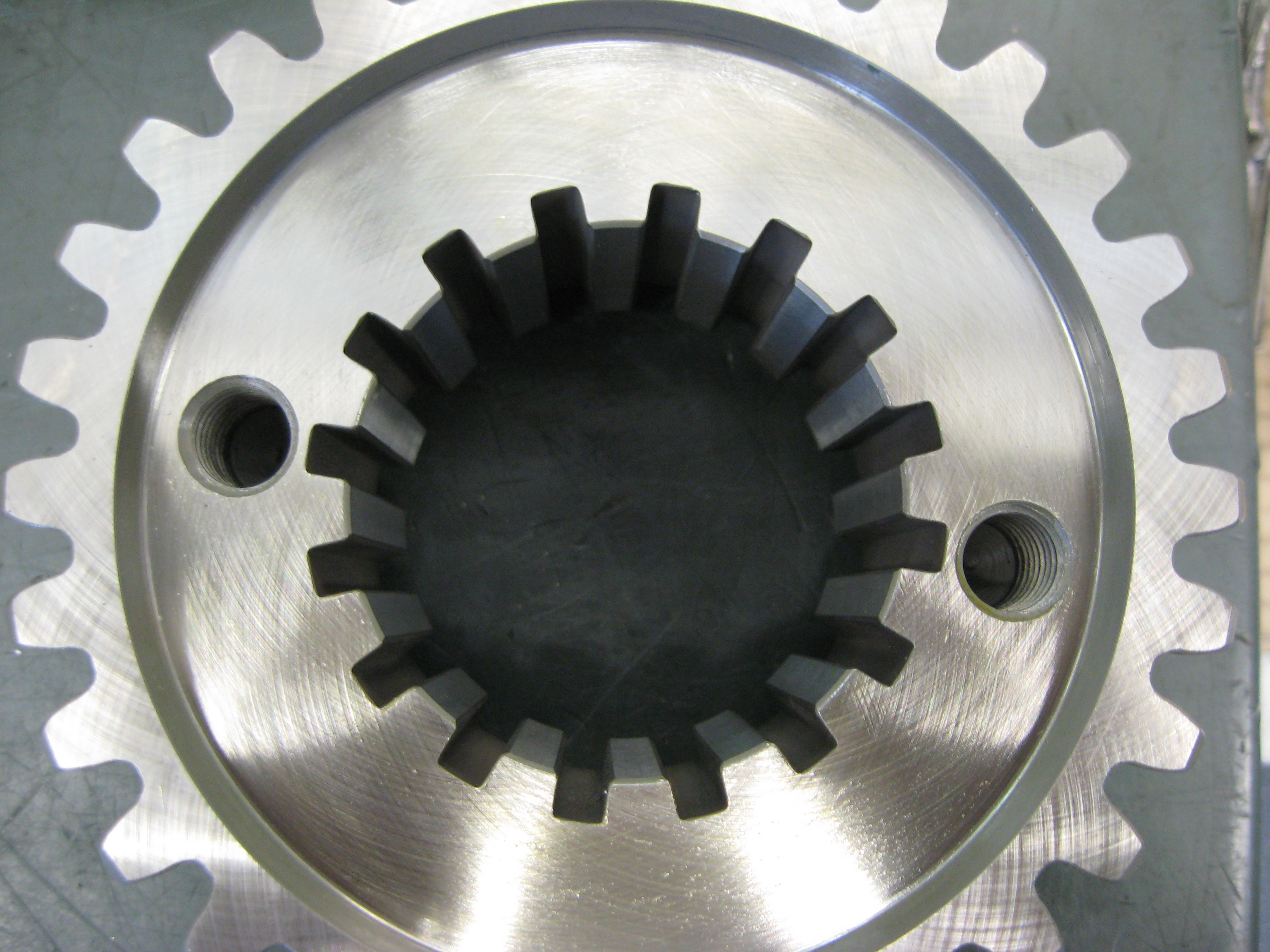
Zahnrad mit Keilnabenprofil mit 16 Keilen (schwere Reihe)

Als Keilwellen werden Wellen bezeichnet, bei denen ein Formschluss zur Nabe (Welle-Nabe-Verbindung) durch eine Vielzahl von keilförmigen Mitnehmern hergestellt wird.
Wellen mit Zahnrad-ähnlichem Profil bezeichnet man als Zahnwellen. Sie gleichen breiten Stirnzahnrädern.

## Keilwellen-Verbindungen

### Verwendung
Keilwellen-Verbindungen werden zur Übertragung großer und wechselnder Drehmomente eingesetzt, wie zum Beispiel bei Schaltgetriebewellen oder bei Werkzeugmaschinen. Weitere Verwendungen sind Zapfwellen an landwirtschaftlichen Fahrzeugen und Wellen von Elektromotoren und Hydraulikmotoren.
Die Keilnaben sind i. d. R. auf den Keilwellen verschiebbar.

### Herstellung
Die Keilwellenprofile werden durch folgende Fertigungsverfahren hergestellt:
- Fräsen mit einem Wälz- oder Formfräser
- Schleifen
- Kaltziehen
- Stoßen
- Rollen

Für die zugehörigen Keilnaben stehen folgende Fertigungsverfahren zur Verfügung:
- Räumen mit einer Räumnadel
- Ziehen der einzelnen Nuten auf einer Nutenziehmaschine
- Stoßen der einzelnen Nuten auf einer Nutenstoßmaschine (insbesondere bei Sacklöchern)
- Drahterodieren
- Senkerodieren

Keilwellen- und Keilnabenprofile werden häufig auf spezialisierten Werkzeugmaschinen gefertigt. Grundsätzlich ist aber durch die Verwendung von Teilapparaten auch eine Fertigung auf normalen Werkzeugmaschinen möglich.
Die Nuten der Wellen werden mit einem scheibenförmigen Formfräser gefräst, der den inneren Durchmesser und die Keilbreite in einem Arbeitsgang fertigt. Der Fräser muss daher genau zu der gewünschten Toleranz-Paarung für den inneren Durchmesser und die Keilbreite passen.
Alternativ kann man Keilwellenprofile auch durch Wälzfräsen auf einer Wälzfräsmaschine fertigen, genauso wie Zahnräder gefertigt werden.
Die verwendeten Fräser haben bei kleinen Profilen (bis ca. Durchmesser 40 mm) meist Durchmesser von 60–80 mm und bei größeren Profilen 90–130 mm Durchmesser. Ein entsprechender Fräserauslauf muss konstruktiv stets berücksichtigt werden.
Das Stoßen von Keilwellenprofilen (wobei nur ein kleiner Werkzeugauslauf nötig wäre) ist prinzipiell möglich, jedoch unüblich. Aus diesem Grund haben die Fertigungsbetriebe in der Regel keine Stoßwerkzeuge für Keilwellenprofile vorrätig.
Bei gehärteten Keilprofilen oder bei engen Toleranzen werden Keilwellenprofile geschliffen. Hierzu werden besondere Keilwellen-Schleifmaschinen oder auch (seltener) Verzahnungs-Profilschleifmaschinen eingesetzt. Die Schleifscheibendurchmesser liegen meist bei 90–120 mm.
Die Nuten der Naben (Innenkeilprofil) können mit einem Einzelmesser durch Ziehen oder Stoßen hergestellt werden. Dabei wird jede Nut einzeln hergestellt und dann eine Nut weiter geteilt (gedreht).
Sehr schnell ist die Fertigung der Nabenprofile durch das Fertigungsverfahren Räumen, bei dem eine lange Räumnadel mit vielen ansteigenden Zahnreihen das gesamte Keilnabenprofil in einem Zug herstellt. Allerdings sind Räumnadeln sehr teure Spezialwerkzeuge, die durch den normalen Verschleiß bei Verlust ihrer „festgelegten“ Maßhaltigkeit nur einige Male aufwendig überarbeitet werden können und dann vollständig ersetzt werden müssen.
Zur Verringerung des Torsionsspiels einer Welle-Nabe-Verbindung werden die Keile der Wellenverzahnung beim Einsatz in Kraftfahrzeugen gelegentlich nicht achsparallel ausgeführt, sondern leicht winklig in Umfangsrichtung angeordnet. Dies erhöht zwar die Fügekraft bei der Montage, verbessert allerdings das akustische Verhalten der Welle-Nabe-Verbindung bei einem Wechsel des Drehmomentes (Klackgeräusch bei Zug-Schub-Wechsel).

### Funktion
Die Mitnehmer der Keilwelle übertragen über ihre Anlageflächen das Drehmoment formschlüssig.
Das übertragbare Drehmoment berechnet man nach der maximalen Flächenpressung an den Keilseiten. Dabei darf nur die tatsächlich tragende Höhe der Keilseiten zwischen dem äußeren Durchmesser der Welle und der Bohrung in der Nabe abzüglich der Fasen berücksichtigt werden. Man geht aufgrund der üblichen Fertigungstoleranzen für die Berechnung davon aus, dass nur 70–75 % der Keile tatsächlich tragen. Berechnungsformel siehe unter Welle-Nabe-Verbindung.
Ein Abbrechen der Keile (Zahnbruch) ist normalerweise nicht zu befürchten, auch wenn üblicherweise neben den Keilen eine Vertiefung als Freimachung gefräst wird. In der Regel wird im Versagensfall eher die Welle am Ende des Profils abgeschert.
Es gibt verschiedene Zentrierungsarten:
- innenzentriert (Zentrierung erfolgt am Grund der Welle)
- flankenzentriert (Anlage nur in den Flanken, Grund- und Außendurchmesser der Welle tragen nicht)
- außenzentriert (Zentrierung erfolgt am Außendurchmesser der Welle)

Welle und Nabe einer Keilwellen-Verbindung können bei entsprechender Wahl der Passung axial verschoben werden. Die Zentrierung der Nabe auf der Welle erfolgt meist durch Innenzentrierung, da diese in der Regel einfacher zu fertigen ist.
Bei Keilprofilen nach amerikanischen Normen ist jedoch Außenzentrierung üblich. Amerikanische Keilprofile werden vielfach bei Hydraulikmotoren und -pumpen eingesetzt.
Je nach Wahl der Toleranzen für die Keilbreite, inneren (Fußkreis-)Durchmesser und äußeren (Kopfkreis-)Durchmesser erhält man eine Spiel-, Übergangs- oder Übermaßpassung. Welle und Nabe können bei entsprechender Passung nicht verschiebbar, ohne Last verschiebbar oder auch unter Last verschiebbar sein.

## Keilnabe
Keilnaben sind Naben einer Welle-Nabe-Verbindung mit einem Innenkeilprofil zur formschlüssigen Übertragung von Drehmomenten. Üblicherweise haben diese 4, 6, 8, 10, 12, 16 oder 20 Nuten in der Bohrung.

## Normen
| aktuelle Normen | Inhalt |
| --------------- | --- |
| DIN 5464        | Passverzahnungen mit Keilflanken – Schwere Reihe                                                                                      |
| DIN 5471        | Werkzeugmaschinen; Keilwellen- und Keilnaben-Profile mit 4 Keilen, Innenzentrierung, Maße                                             |
| DIN 5472        | Werkzeugmaschinen; Keilwellen- und Keilnaben-Profile mit 6 Keilen, Innenzentrierung, Maße                                             |
| ISO 14          | Keilwellen-Verbindungen mit geraden Flanken und Innenzentrierung; Maße, Toleranzen, Prüfung (ersetzt DIN 5461, DIN 5462 und DIN 5463) |
| ISO 500         | Landwirtschaftliche Traktoren – Heckseitig angebaute Zapfwellen Typen 1, 2 und 3                                                      |

| sonstige und veraltete Normen | Inhalt                                                               |
| ----------------------------- | -------------------------------------------------------------------- |
| DIN 5461                      | Übersicht über die Profile der Normen DIN 5462-5464 (zurückgezogen)  |
| DIN 5462                      | Keilprofile leichte Reihe (zurückgezogen)                            |
| DIN 5463                      | Keilprofile mittlere Reihe (zurückgezogen)                           |
| DIN 5465                      | Toleranzen der Keilprofile DIN 5462-5464 (zurückgezogen)             |
| DIN 9611                      | Zapfwellenprofile an landwirtschaftlichen Fahrzeugen (zurückgezogen) |
| NF E 22-131                   | Keilprofile nach französischer Norm                                  |
| SAE J499                      | Keilprofile nach amerikanischer Norm                                 |
| SAE J501                      | Wellenenden nach amerikanischer Norm                                 |